# Městská knihovna v Broumově
Městská knihovna v Broumově je veřejná městská knihovna s univerzálním knihovním fondem, jejímž hlavním posláním je poskytování informačních a knihovnických služeb uživatelům z Broumova a okolí. Knihovna je umístěna v bytovém historickém domě na Mírovém náměstí čp 52.

## Historie knihovnictví v Broumově
Knihovnictví na Broumovsku má dlouholetou tradici. Kromě veřejné městské knihovny je v Broumově ještě klášterní knihovna v Broumovské klášteře, kterou je možno navštívit při prohlídce kláštera.